# Di-ethylamine
Di-ethylamine is een secundair amine. Het is een licht ontvlambare, corrosieve vloeistof, die volledig mengbaar is met water.

## Synthese
Di-ethylamine wordt gevormd door de reactie van ammoniak met ethanol. In die reactie worden ook het primaire amine ethylamine en het tertiaire tri-ethylamine gevormd (n = 1, 2 of 3):
{\displaystyle {\ce {NH3 + nCH3CH2OH -> (CH3CH2)_{n}(NH2)_{3-n}\, + nH2O}}}
De verschillende reactieproducten worden gescheiden door destillatie.

## Toepassing
Di-ethylamine is een tussenproduct in de synthese van insecticiden, farmaceutische stoffen, kleurstoffen, kunstharsen en rubberchemicaliën.

## Toxicologie en veiligheid
Di-ethylamine is een vluchtige, licht ontvlambare vloeistof met een scherpe geur. De dampen vormen een explosief mengsel in de lucht.
Het is een matig sterke organische base, die hevig reageert met sterke oxidatoren, waarbij brand of explosie kan ontstaan.
Di-ethylamine is corrosief voor de ogen, huid en luchtwegen en blootstelling eraan kan leiden tot zware brandwonden. Inademen kan longoedeem veroorzaken.